# Joseph Kitchin
Joseph Kitchin (ur. 1861, zm. 1932) – brytyjski biznesmen i statystyk.
Zasłynął z opublikowania w 1923 roku pracy, w której to przeprowadził analizę trzech szeregów czasowych, stworzonych z danych zebranych w Stanach Zjednoczonych i Wielkiej Brytanii w latach 1890-1922. Ich wynikiem było zidentyfikowanie dwóch cykli koniunkturalnych – pierwszego, już wcześniej znanego, trwającego od 8 do 11 lat (cykl Juglara) i drugiego, nowo odkrytego trwającego średnio 3,5 roku. W późniejszych latach Joseph Schumpeter nazwał ten cykl od jego nazwiska cyklem Kitchina, chociaż zjawisko to zostało wyjaśnione dopiero w 1948 roku przez Mosesa Abramovitza.